# Annette Sikveland
Annette Sikveland (Stavanger, 25 aprile 1972) è un'ex biatleta norvegese.

## Biografia
In Coppa del Mondo ottenne il primo risultato di rilievo il 17 dicembre 1992 a Pokljuka (19ª), il primo podio l'8 dicembre 1996 a Östersund (3ª) e l'unica vittoria il 9 gennaio 1997 a Ruhpolding.
In carriera prese parte a due edizioni dei Giochi olimpici invernali, Lillehammer 1994 (22ª nell'individuale, 4ª nella staffetta) e Nagano 1998 (15ª nella sprint, 8ª nell'individuale, 3ª nella staffetta), e a sei dei Campionati mondiali, vincendo cinque medaglie.

## Palmarès

### Olimpiadi
- 1 medaglia:
  - 1 bronzo (staffetta[2] a Nagano 1998)

### Mondiali
- 5 medaglie:
  - 2 ori (gara a squadre[2] ad Anterselva 1995; gara a squadre[2] a Osrblie 1997)
  - 2 argenti (gara a squadre[2] a Canmore 1995; gara a squadre[2] a Pokljuka/Hochfilzen 1998)
  - 1 bronzo (staffetta[2] ad Anterselva 1995)

### Coppa del Mondo
- Miglior piazzamento in classifica generale: 14ª nel 1996
- 9 podi (4 individuali, 5 a squadre[1]), oltre a quelli conquistati in sede olimpica e iridata e validi anche ai fini della Coppa del Mondo:
  - 1 vittoria (individuale)
  - 3 secondi posti (1 individuale, 2 a squadre)
  - 5 terzi posti (2 individuali, 3 a squadre)

#### Coppa del Mondo - vittorie
| Data           | Località   | Nazione  | Specialità |
| -------------- | ---------- | -------- | ---------- |
| 9 gennaio 1997 | Ruhpolding | Germania | IN         |

Legenda:

IN = individuale